# Грабе (Апаче)
Грабе  (словен. Grabe) је насељено место у општини Апаче у североисточној Словенији у Помурској регији.
Насеље се налази на надморској висини 291,7 м површине 2,17 км². Приликом пописа становништва 2011. године Плитвица је имала 111 становника